# Alexander Hardinge
Alexander Henry Louis Hardinge, segundo barón Hardinge de Penshurst GCB, GCVO, MC, PC (17 de mayo de 1894 – 29 de mayo de 1960) fue un militar británico que desempeñó el cargo de secretario privado de Eduardo VIII y Jorge VI del Reino Unido. Por tanto estuvo en el puesto cuando se produjo la crisis por la abdicación de 1936 y durante la mayor parte de la Segunda Guerra Mundial, hasta su retiro en 1943. 

## Biografía
Nació el 17 de mayo de 1894, en la embajada británica en París, Francia. Sus padres fueron Charles Hardinge, un diplomático británico que más adelante sería virrey de la India y que fue nombrado barón Hardinge de Penshurst en 1910, y Winifred Selina Sturt. Realizó sus estudios en Harrow y en el Trinity College de la Universidad de Cambridge. Se enlistó en la Guardia de Granaderos y sirvió en la Primera Guerra Mundial de 1916 a 1918, donde alcanzó el rango de mayor y fue condecorado con la Cruz Militar.
En 1920, fue nombrado asistente del secretario privado del rey Jorge V del Reino Unido. El año siguiente, el 8 de febrero de 1921, se casó con Helen Mary Gascoyne-Cecil, hija de Lord Edward Gascoyne-Cecil y Violet Maxse y nieta de Lord Robert Gascoyne-Cecil —ex–primer ministro del Reino Unido—, en los siguientes años tuvieron tres hijos: George Edward, Winifred Mary y Elizabeth. Sirvió como asistente del secretario privado del rey hasta la muerte de Jorge V en 1936 y fue ascendido a secretario privado  cuando Eduardo VIII subió al trono en 1936. Ese mismo año se retiró del ejército. Continuó en el cargo de secretario privado hasta su jubilación en 1943.
Como secretario privado de Eduardo VIII estuvo enterado desde el principio de su relación con Wallis Simpson, la cual no aprobaba, y mantuvo contacto con el príncipe Alberto, duque de York —quien más tarde sería Jorge VI—, y con el primer ministro Stanley Baldwin con la intención de evitar el matrimonio que a su juicio «podría terminar con la abdicación [del rey]». Incluso le escribió una carta a Eduardo en noviembre de 1936 en la que le advertía: «el silencio de la prensa británica sobre el tema de la amistad de Su Majestad con Simpson no va a mantenerse [...] A juzgar por las cartas de los súbditos británicos que viven en el extranjero, donde la prensa ha sido explícita, el efecto será desastroso». Aparentemente la carta fue escrita con ayuda de algunos miembros del gabinete. Finalmente, Eduardo abdicó el 10 de diciembre de 1936 y Hardinge continuó en el cargo como secretario de Jorge VI.
Alexander Hardinge sucedió a su padre como barón Hardinge de Penshurst después de su muerte en 1944, debido a que su hermano mayor, Edward, murió por las heridas recibidas en acción en 1914. Falleció el 29 de mayo de 1960 y su título fue heredado por su hijo George. Helen Mary Gascoyne-Cecil escribió en 1967 una biografía de su esposo, Loyal to Three Kings.

## Honores
Hardinge recibió varios honores y condecoraciones. Fue condecorado con la Cruz Militar y fue nombrado gran oficial de la Legión de Honor. Fue investido como miembro del Consejo Privado del Reino Unido en 1936, como caballero gran cruz de la Real Orden Victoriana en 1937 y como caballero gran cruz de la Orden del Baño en 1943.